# Erdmute Prautzsch
Erdmute Prautzsch (* 16. Januar 1969 in Kassel) ist eine deutsche Malerin.

## Leben
Nach ihrem Schulabschluss studierte Erdmute Prautzsch von 1989 bis 1992 in Nürnberg und in Göttingen Germanistik und Kunsterziehung. Anschließend absolvierte sie von 1992 bis 1999 ein Studium an der damaligen Fachhochschule Hamburg (HAW) im Bereich Gestaltung und schloss es mit einem Diplom ab. Seitdem ist sie freischaffend als Künstlerin tätig.

## Werk
Erdmute Prautzsch’ Arbeit pendelt zwischen den beiden Polen Traum und Wirklichkeit. Ihr Thema ist die Raumerfahrung zwischen diesen beiden Extremen. Dabei erzeugen das Aufeinandertreffen von Nähe und Ferne, Schärfe und Unschärfe, Blickwinkel und Perspektiven besondere Momente. Räumliche Dimensionen spielen dabei ebenso eine Rolle, wenn es um Gefühle der Erinnerung, Gegenwart und Sehnsucht geht, die aufeinander treffen.
„Erdmute Prautzsch hat sich auf dem Areal der Kunst ein breites Repertoire erarbeitet. Grafik, Malerei, Fotografie, gestaltete Räume und Texte sind die Felder, auf denen sie sich schöpferisch bewegt. Es sind Werke entstanden, die in der Dichte ihres inneren Zusammenhalts erfahrbar machen, dass die Themen und Motive, gleich auf welchem Sektor der Gestaltung, einen Kern, ein inneres Zentrum umkreisen.“

## Stipendien und Auszeichnungen
- 2001/02: Jahresstipendium des Landes Schleswig-Holstein im Künstlerhaus Lauenburg/Elbe
- 2006: Arbeitsstipendium des Landes Schleswig-Holstein im Künstlerhaus Kloster Cismar
- 2013: 1. Preis Kunst am Bau-Wettbewerb, Neubau Bundesministerium für Bildung und Forschung, Standort Berlin (2014 ausgeführt)
- 2013: Installationskunstpreis (Hauptpreis), Höhler Biennale Gera
- 2016: Gaststipendium im Künstlerhaus Bremen

## Ausstellungen (Auswahl)

### Einzelausstellungen
- 2006: Raum ist Sehnsucht, Kultursalon Kassel
- 2007: Raumforschung, Kunst & Co, Flensburg
- 2008: Rund um die Ecke, Das Atelier, Kiel
- 2008: enter paradise, Wassermühle Trittau
- 2008: 3 x Druck, Galerie 3A, Kassel (mit Thomas Klockmann, Katrin Kratzenberg)
- 2009: warum weiß’ ich nicht einfach alles, Marstall Ahrensburg
- 2010: das wird ja immer schöner, Kunstraum ZwischenLinden, Thomasburg
- 2010: das Weite suchen, Künstlerhaus Göttingen
- 2011: Homezone, Galerie Herold, Bremen
- 2012: Gyroskopisch, artisan-Galerie, Kassel
- 2012: Zelle, Pelle, Schwelle, Hühnerhaus Volksdorf, Hamburg
- 2013: Lebensmus und Bohnenmut, Einstellungsraum, Hamburg
- 2015: Fleier, Hühnerhaus Volksdorf, Hamburg
- 2016: Exot.2, Installation im Obstgarten Galerie der Wassermühle Trittau
- 2017: Enter Paradise Lost, Staven 35, Lübeck (mit Thomas Klockmann)

### Gruppenausstellungen
- 2006: Auswahl Förderpreis 2006, Kulturstiftung Stadtsparkasse Magdeburg
- 2008: wir nennen es hamburg, Kunstverein in Hamburg
- 2008: Utopie des Raumes, Kyrgyz National Museum of Fine Arts, Bishkek (Kirgisische Republik)
- 2008: Ereignis Druckgrafik #1, Galerie Vorortost, Leipzig
- 2009: Grafik!, Sempiospace & Hyeili, Seoul (Südkorea)
- 2010: Ereignis Druckgrafik #2, Galerie Vorortost, Leipzig
- 2011: Kunstbox, Junge Messe für Skulptur und Objekt, depot, Dortmund
- 2012: 15/30 – Künstler der Edition, Das Atelier, Kiel
- 2012: 20 Jahre Grafikkalender Thomasburg, Galerie 3A, Kassel
- 2012: dreizehn, Galerie Carolyn Heinz, Hamburg
- 2013: Kunst am Bau-Wettbewerb BMBF, Kronprinzenpalais, Berlin
- 2013: Chronos, artlab, Berlin
- 2013: TiefGang, 6. Höhler Biennale unter der Altstadt, Gera
- 2014: screening 2, Kunstverein Stammelbachspeicher, Hildesheim
- 2015: Flora, Kleine Gesellschaft für Kunst und Kultur, Hamburg
- 2015: Positionen, Fabrik der Künste, Hamburg
- 2015: LichtFern, 7. Höhler Biennale, Gera
- 2016: Hausbesuch, Künstlerhaus Bremen
- 2016: an:ecken, xpon-art Hamburg
- 2016: Zeitenw(a)ende, artlab Berlin
- 2016: Warum fliegt der Boomerang zum Ausgangspunkt zurück?, Stadtgalerie Lauenburg/Elbe
- 2016: Danke wir brauchen nichts, Kunsthaus Hamburg
- 2017: Genius Loci, Oberwelt, Stuttgart
- 2017: Gotham City 10, Ateliers Speicherstadt, Hamburg
- 2017: xpon goes x, xpon-art Hamburg
- 2018: Gotham City 11, Ateliers Speicherstadt, Hamburg

## Arbeiten in öffentlichen Sammlungen
- Kunsthalle zu Kiel, graphische Sammlung
- Sparkassen-Stiftung Stormarn
- Land Schleswig-Holstein, Ministerium für Bildung, Wissenschaft, Forschung und Kultur
- Stadtgalerie im Elbeforum, Brunsbüttel
- Stadtgalerie Kiel
- Stadtgalerie Lauenburg, Elbe